# Каквинские Печи
Каквинские Печи — посёлок в муниципальном округе Карпинск Свердловской области России. Расположен на реке Какве.

## Географическое положение
Посёлок находится в 22 километрах к западу от города Карпинска (в 32 километрах по дорогам), на левом берегу реки Каквы. В двух километрах к северу от посёлка находится живописное лесное озеро Берёзовское с богатыми запасами сапропеля.

## История
Поселение основано в начале XX века рабочими-углежогами Надеждинского металлургического завода, отсюда и название. Здесь из хвойных пород деревьев они получали древесный уголь в специальных печах Шварца. Полученный древесный уголь загружали в рогожные кули или в короба, сплетённых из зелёных веток ивняка, и на плотах сплавляли по реке Какве прямо к заводу.
5 июля 1987 года вблизи посёлка потерпел крушение самолёт АН-2 (СССР-32402), выполнявший почтовый рейс из аэропорта Уктус в Ивдель. Никто не погиб.
Решением № 32/12 Думы городского округа Карпинск от 29 августа 2014 года было принято решение о ликвидации посёлка. Начат процесс переселения граждан, на тот момент в посёлке проживало 69 человек. Процесс переселения завершён в 2019 году. В 2020 году отключены электросети посёлка.
В октябре 2024 года в Карпинске создана административная комиссия, которая займётся упразднением посёлка Каквинские Печи.

## Население
| 2002 | 2010 | 2014 |
| ---- | ---- | ---- |
| 205  | ↘150 | ↘69  |